# Kovalévskoye
Kovalévskoye (del ruso: Ковале́вское) es un seló del raión de Novokubansk, en el krai de Krasnodar de Rusia. Está situado en la orilla izquierda del río Kubán, 5 km al norte de Novokubansk y 159 km al sureste de Krasnodar. Tenía 3 291 habitantes en 2010.
Es cabeza del municipio Kovalévskoye, al que pertenecen asimismo Progres, Vosjod, Komsomolski, Mirskói, Borvinok, Severokavkazski, Krásnaya Zvezdá, Lesjoz y Zheleznodorozhnoi platformy Kotseby.